# Mine de Liddell
La mine de Liddell est une mine à ciel ouvert et souterraine de charbon située dans la Nouvelle-Galles du Sud en Australie,.